# Pianale SPA

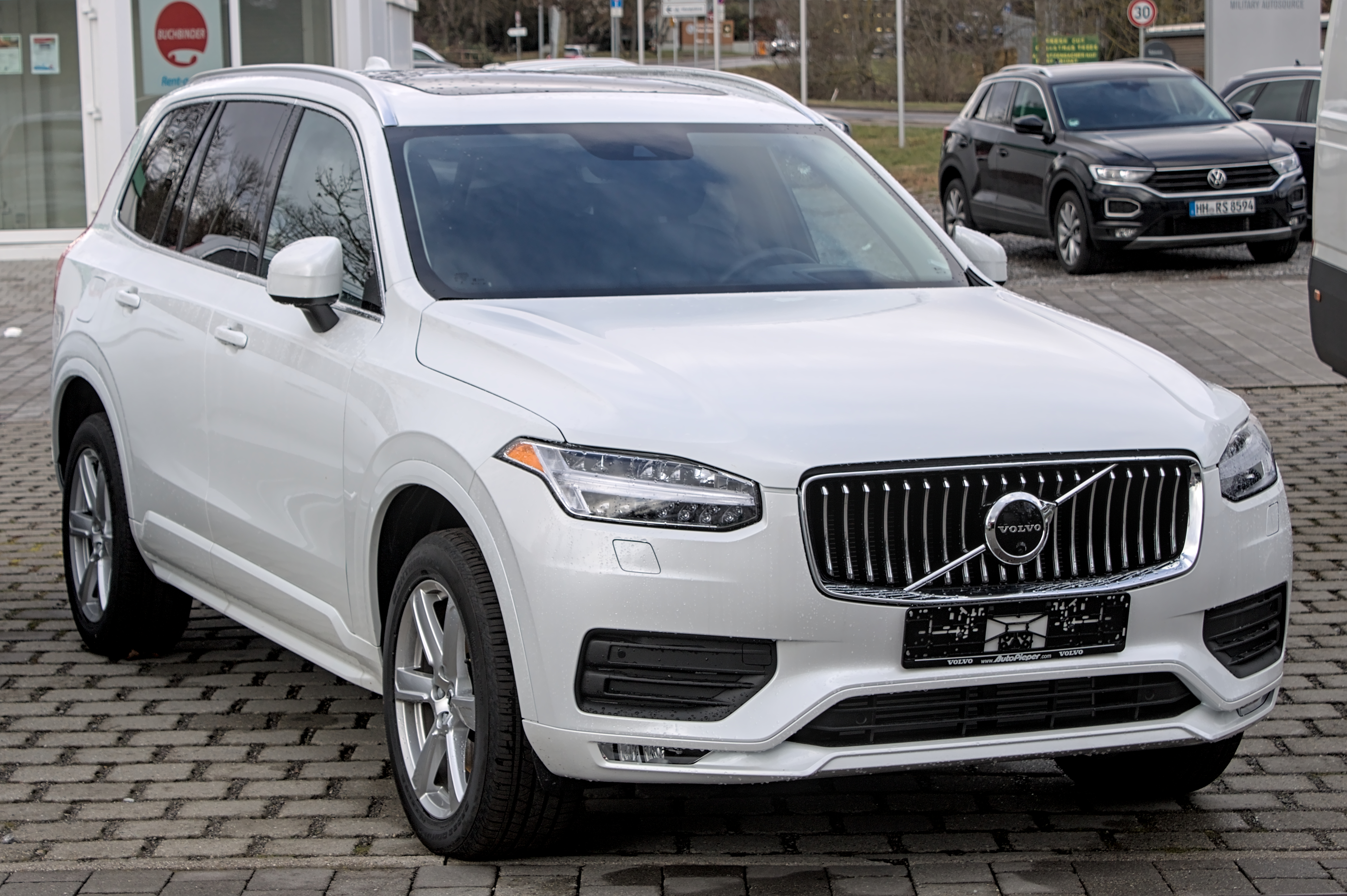
Volvo XC90 è stata la prima vettura ad adottare il pianale SPA

Il Scalable Product Architecture (SPA) è un pianale per automobili, progettato da Volvo.
Ha debuttato nel 2014 quando è stata lanciata la Volvo XC90 di seconda generazione. I lavori sulla nuova piattaforma interna sono iniziati nel 2011, poco dopo l'acquisizione di Volvo da parte di Geely da Ford Motor Company. Durante lo sviluppo, è stata posta particolare enfasi sul raggiungimento di riduzione del peso, comunanza di design, razionalizzazione della produzione e opportunità di ibridazione. La nuova piattaforma SPA ha sostituito due precedenti architetture di veicoli, il pianale Volvo P2 e il pianale Volvo P3.
Con SPA, Volvo afferma che "consente miglioramenti significativi quando si tratta di offrire protezione negli scenari peggiori e quando si creano funzionalità innovative che supportano il conducente nell'evitare incidenti". Volvo ha investito 90 miliardi di corone svedesi nella piattaforma.
Tutte le auto basate su SPA verranno prodotte con motori a 4 cilindri.

## Modelli
- SPA
  - Volvo XC90 II (2015)
  - Volvo S90 (2017)
  - Volvo S90L (2017)
  - Volvo V90 (2017)
  - V90 Cross Country (2017)
  - Volvo XC60 II (2017)
  - Volvo S60 III (2018)
  - Volvo V60 II (2018)
  - Volvo V60 Cross Country (2018)
  - Polestar 1 (2019—2021)
  - Lynk & Co 09 (2021)

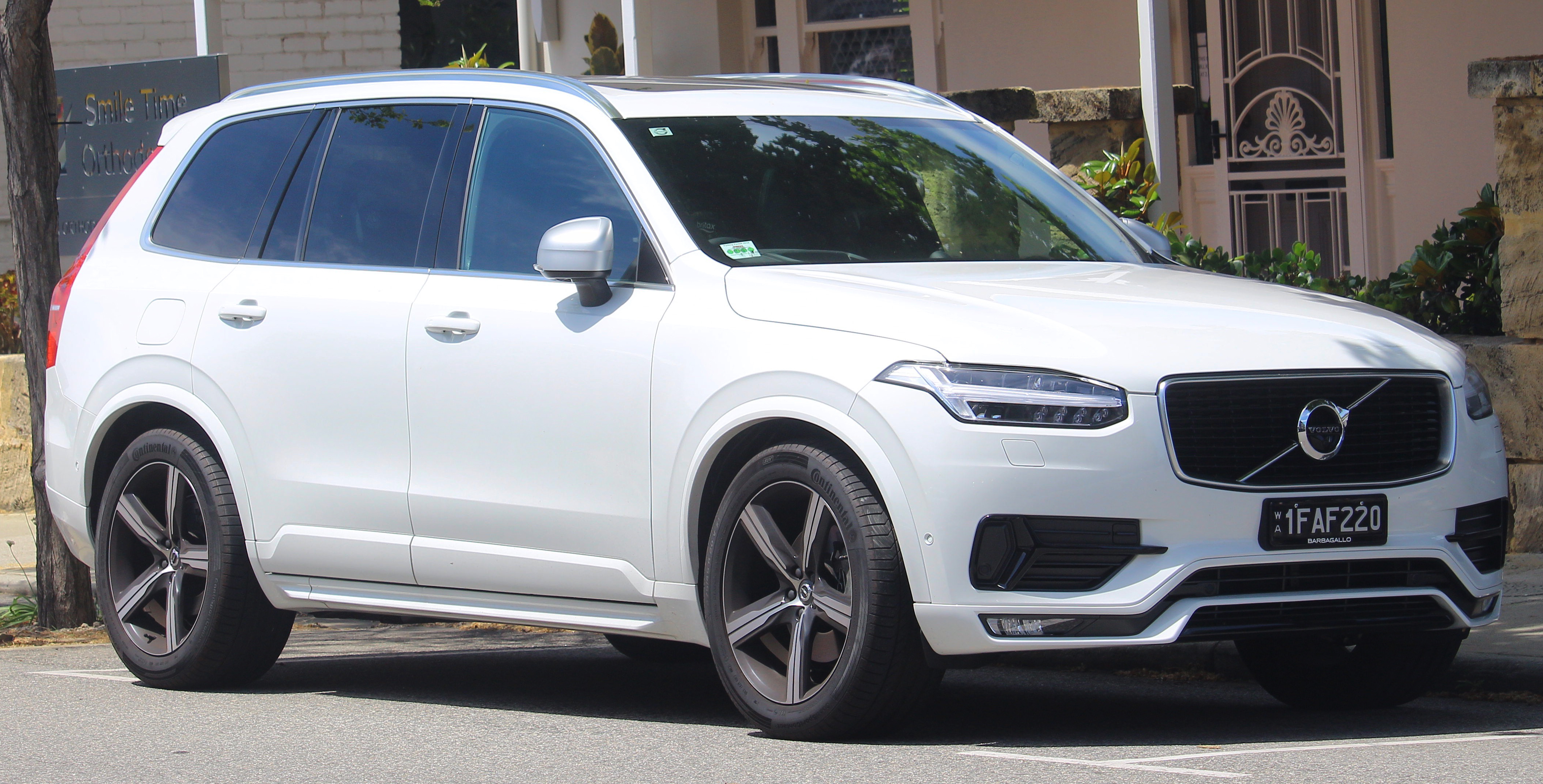
Volvo XC90 II
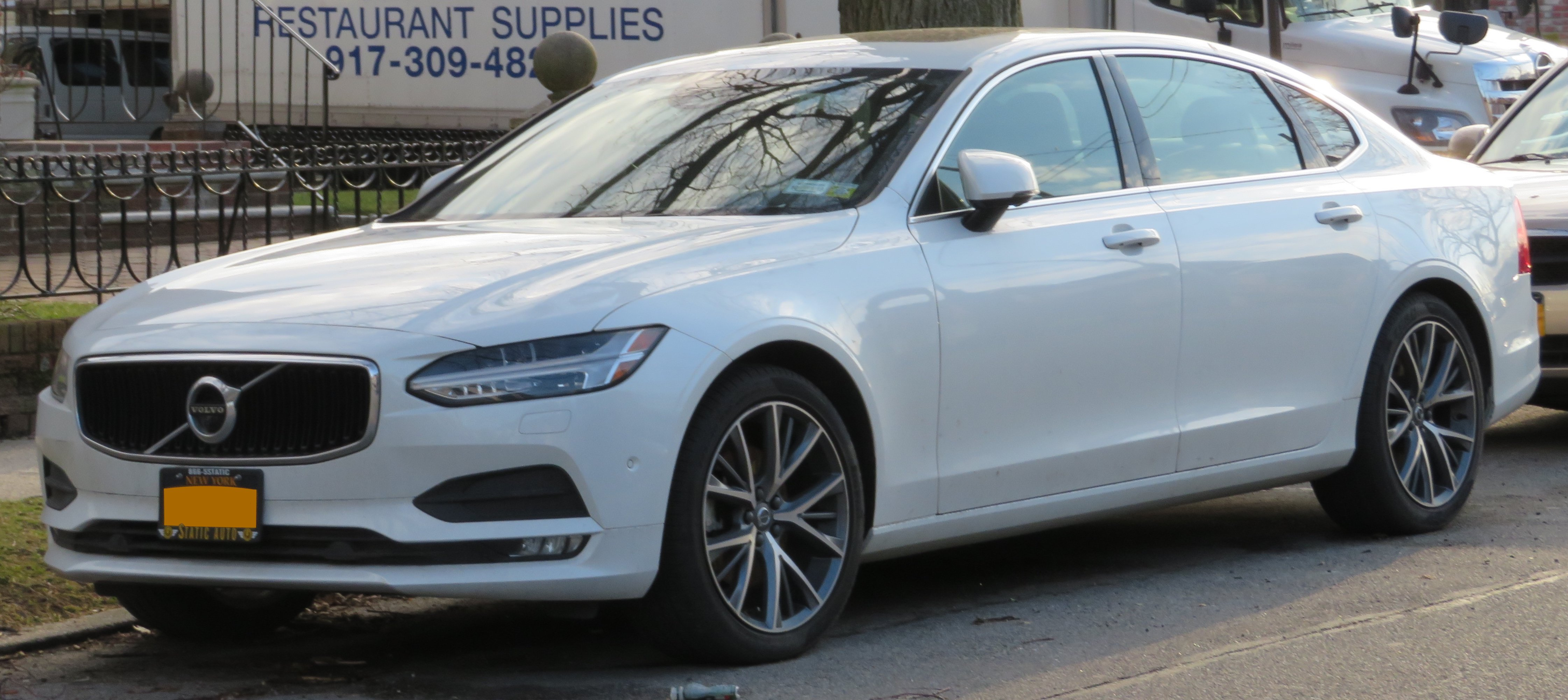
Volvo S90
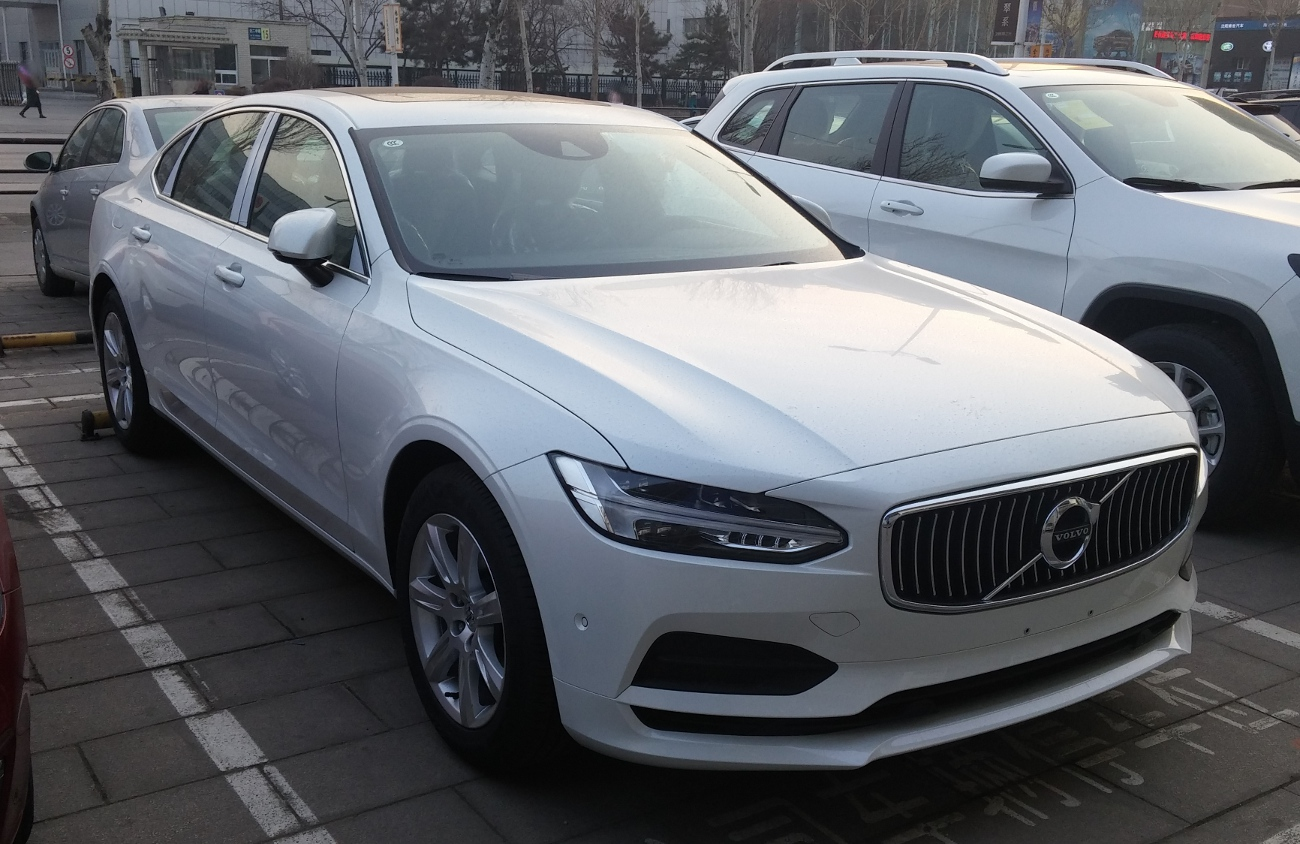
Volvo S90L
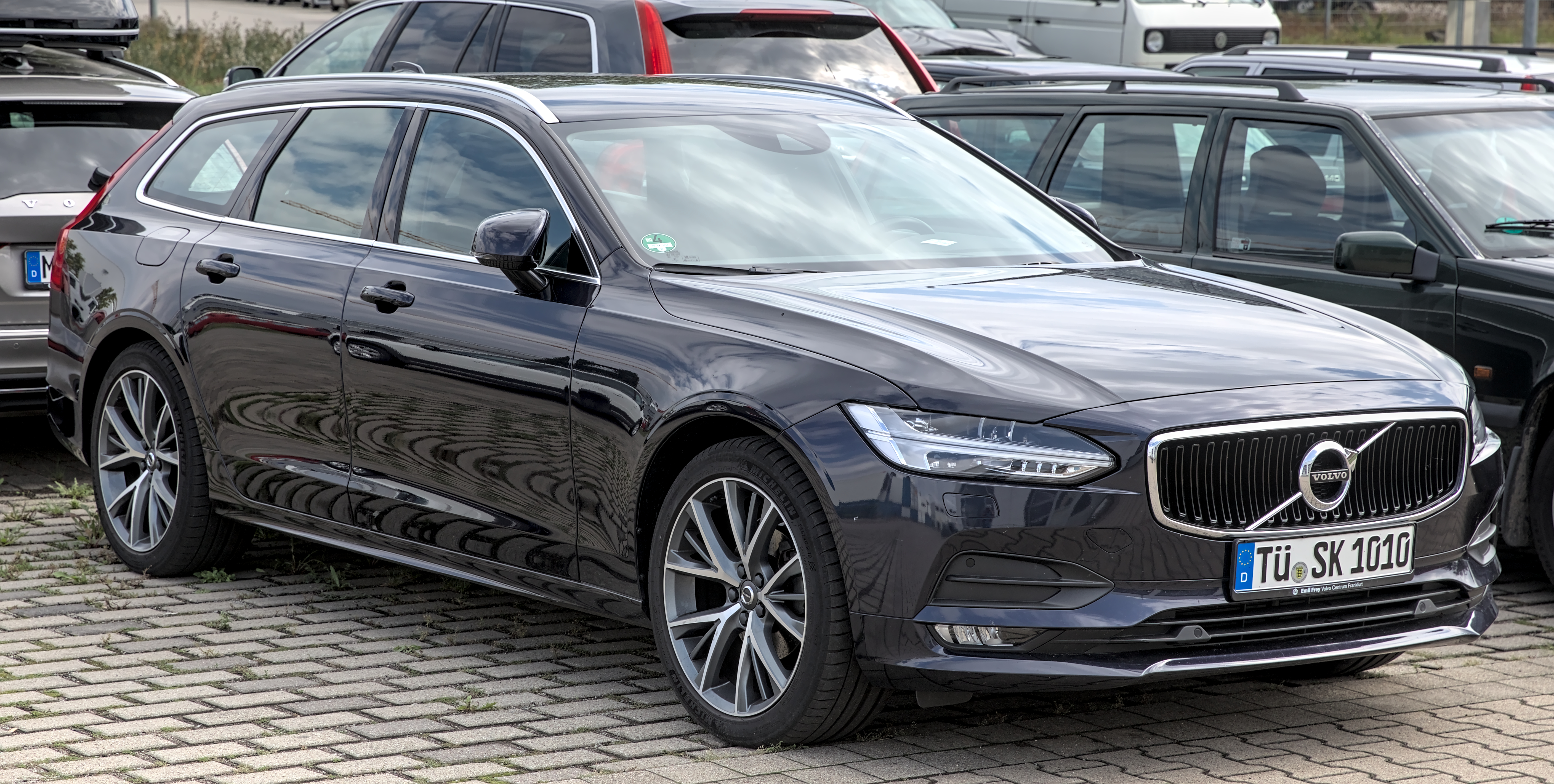
Volvo V90
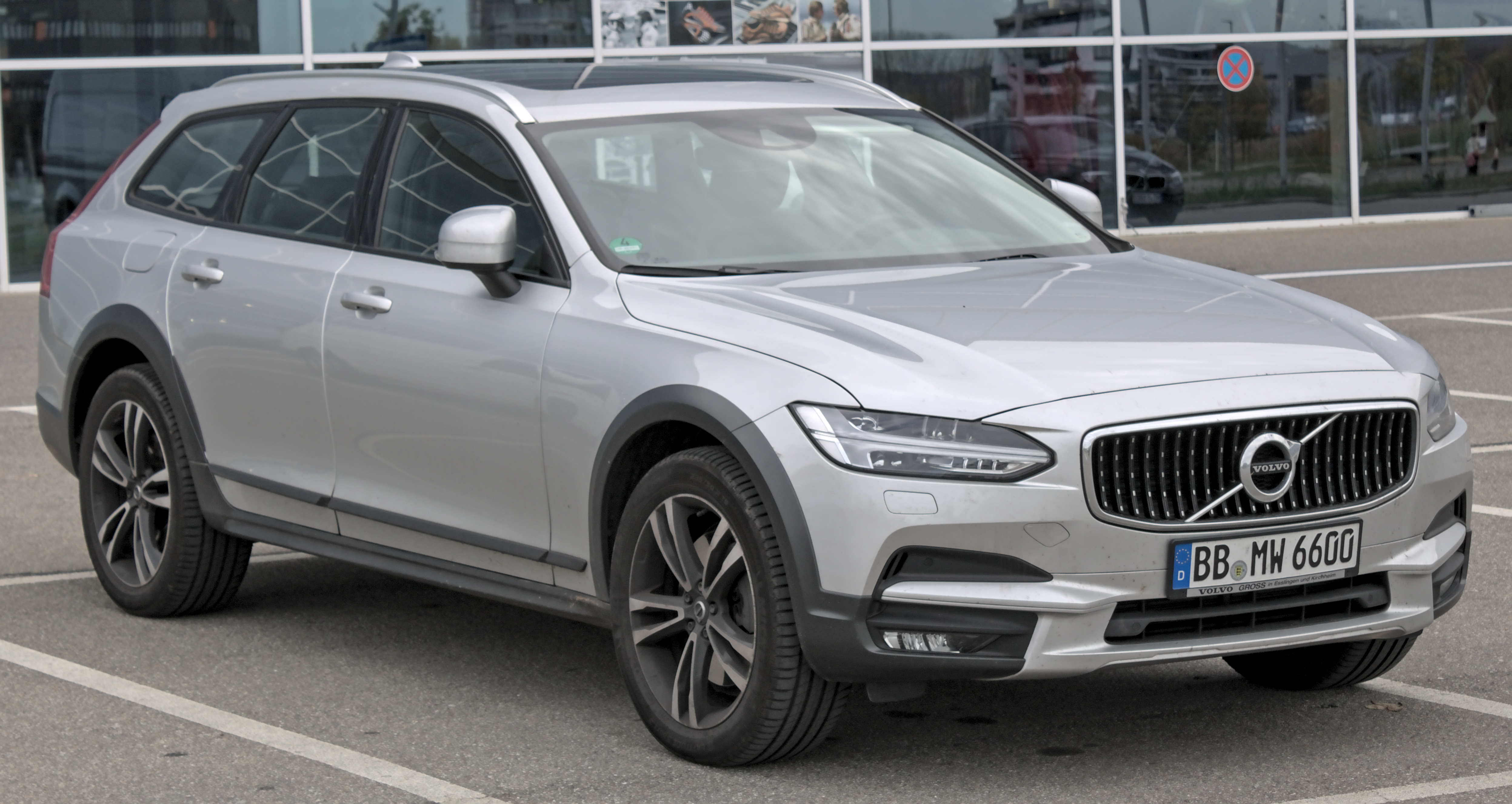
V90 Cross Country
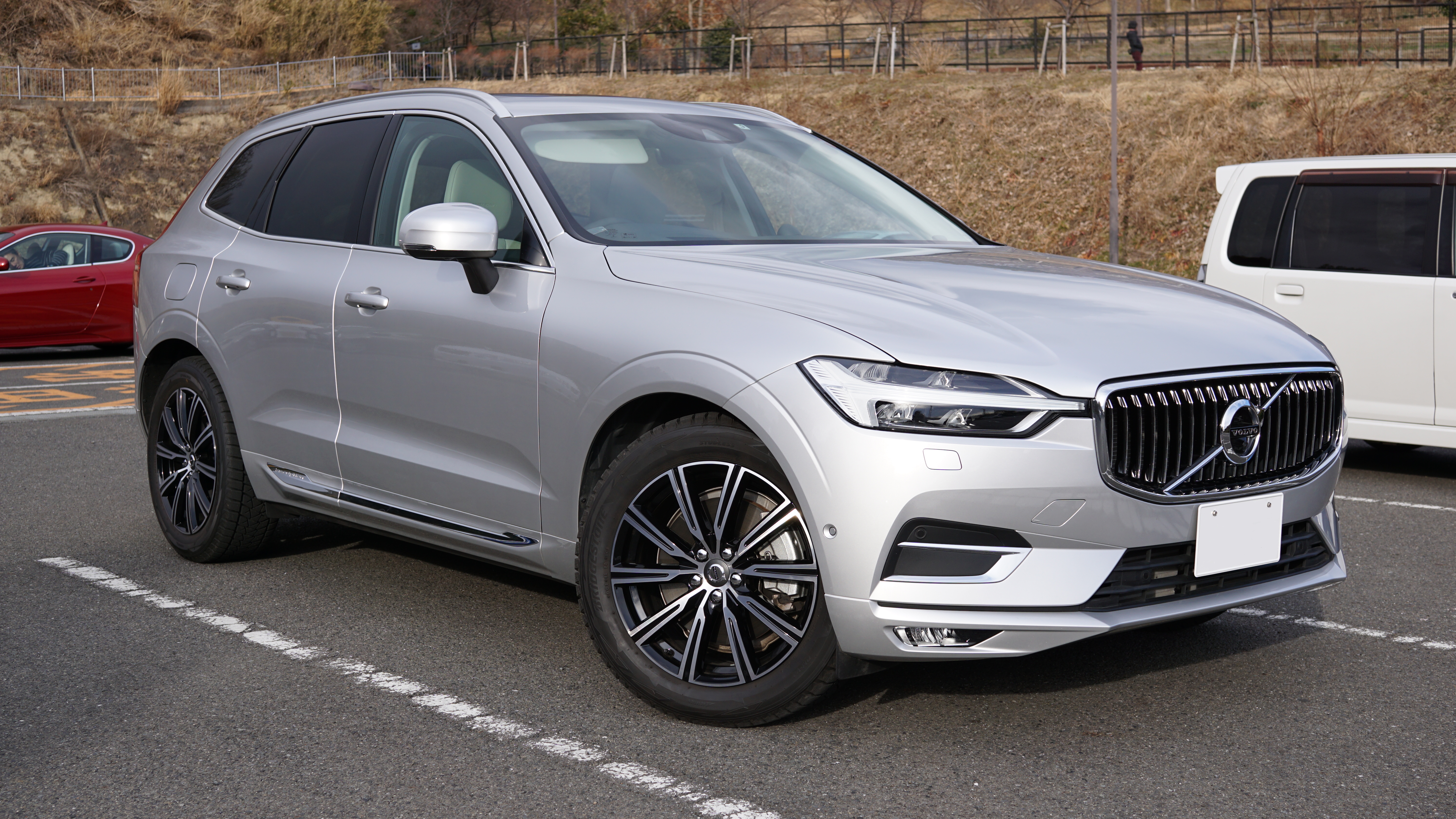
Volvo XC60 II
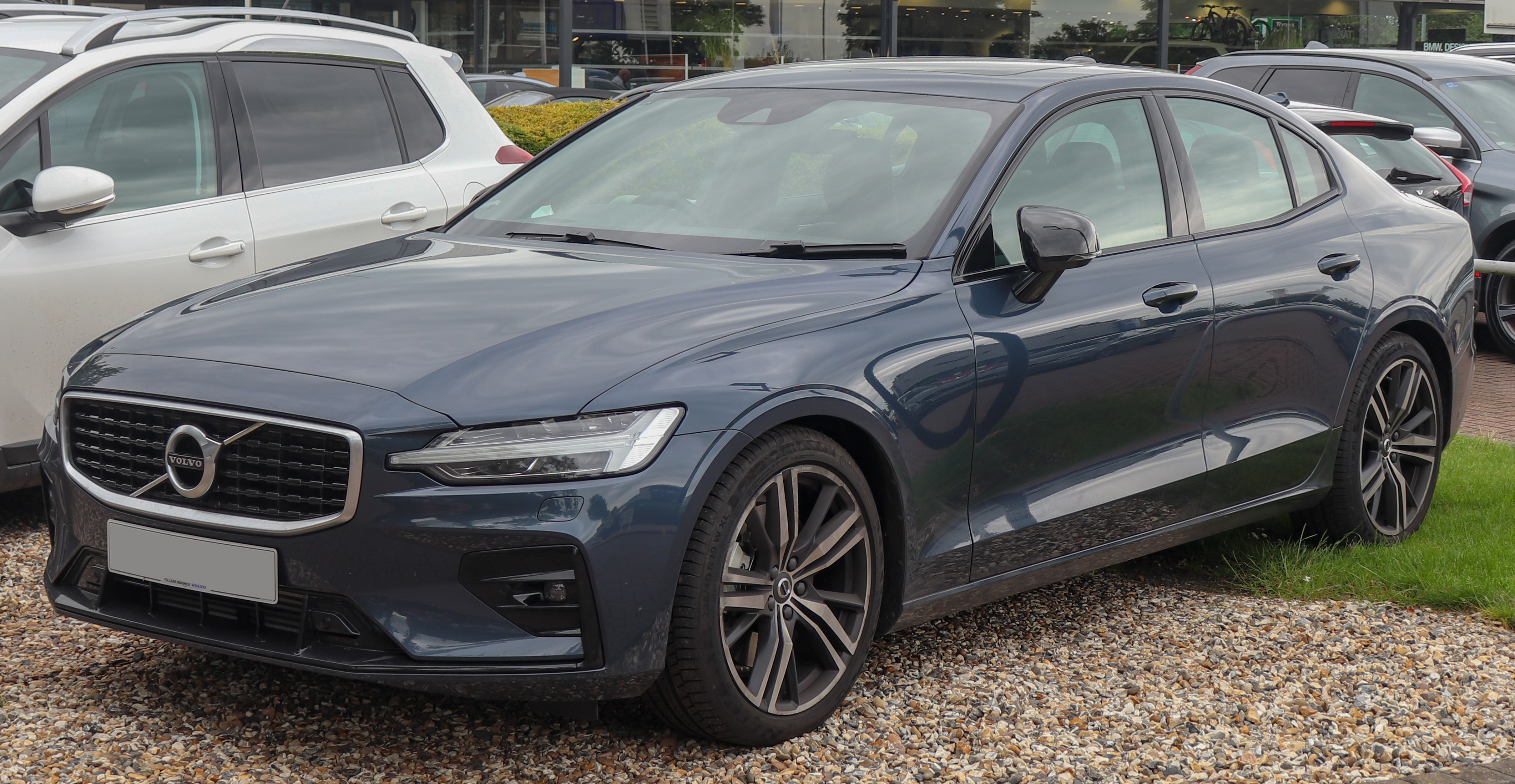
Volvo S60 III
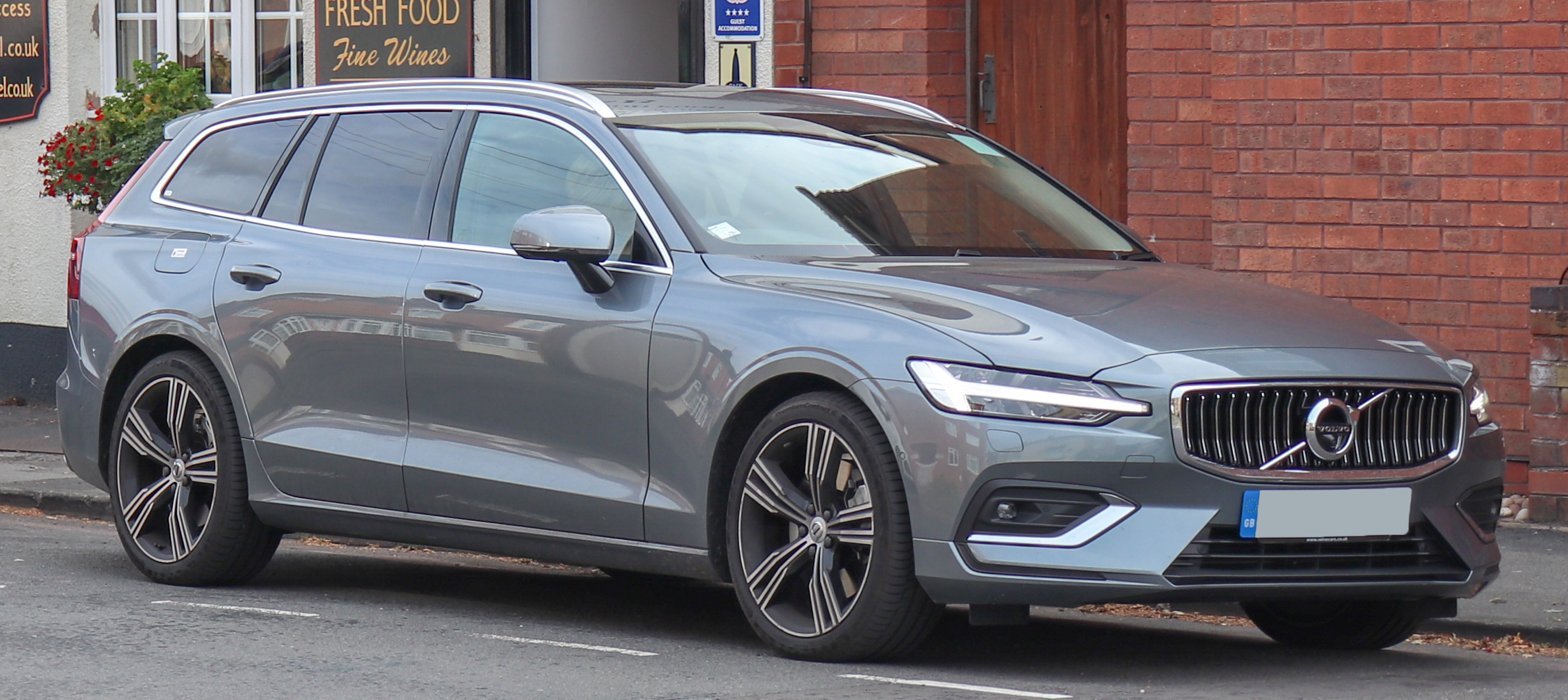
Volvo V60 II
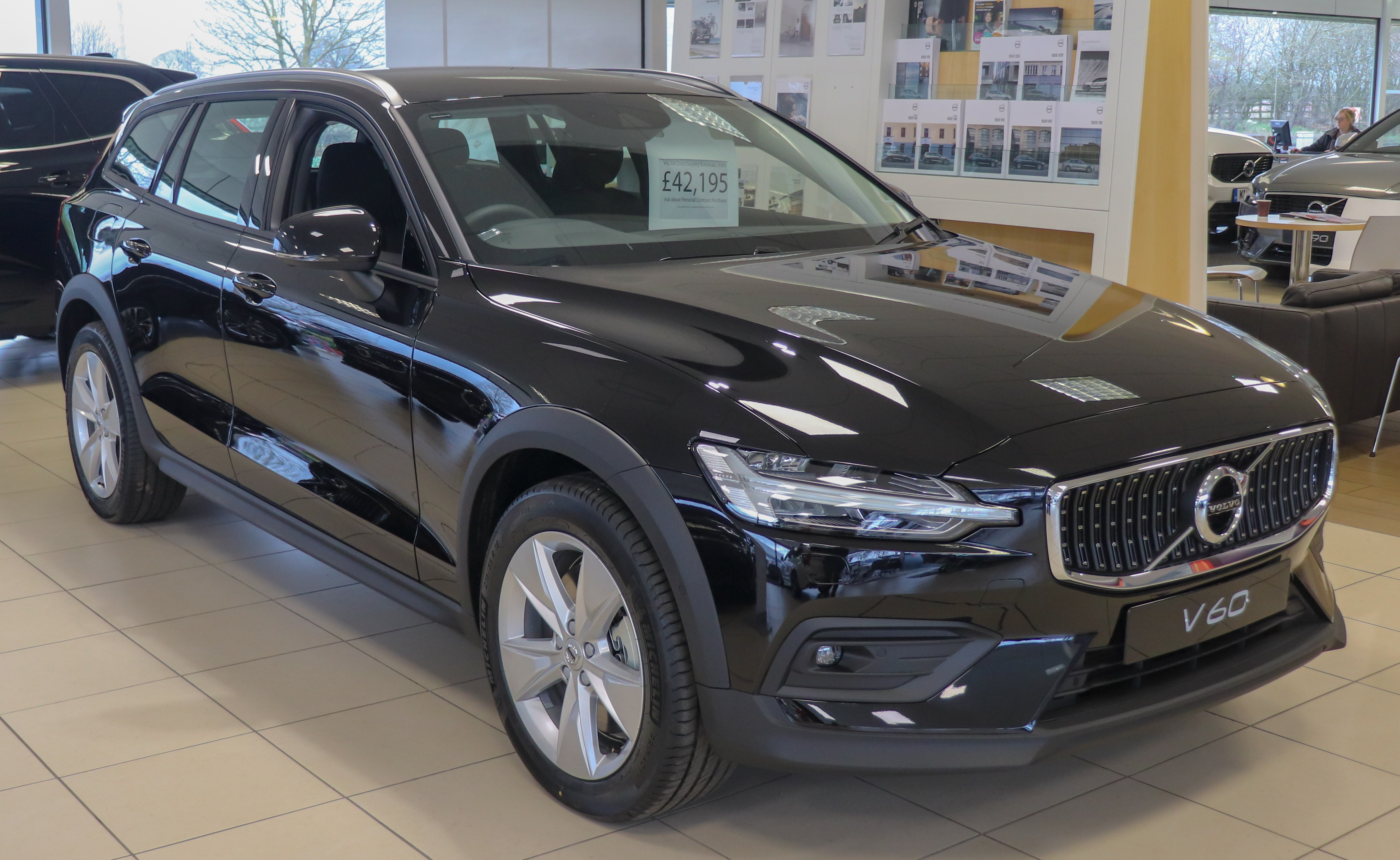
Volvo V60 Cross Country
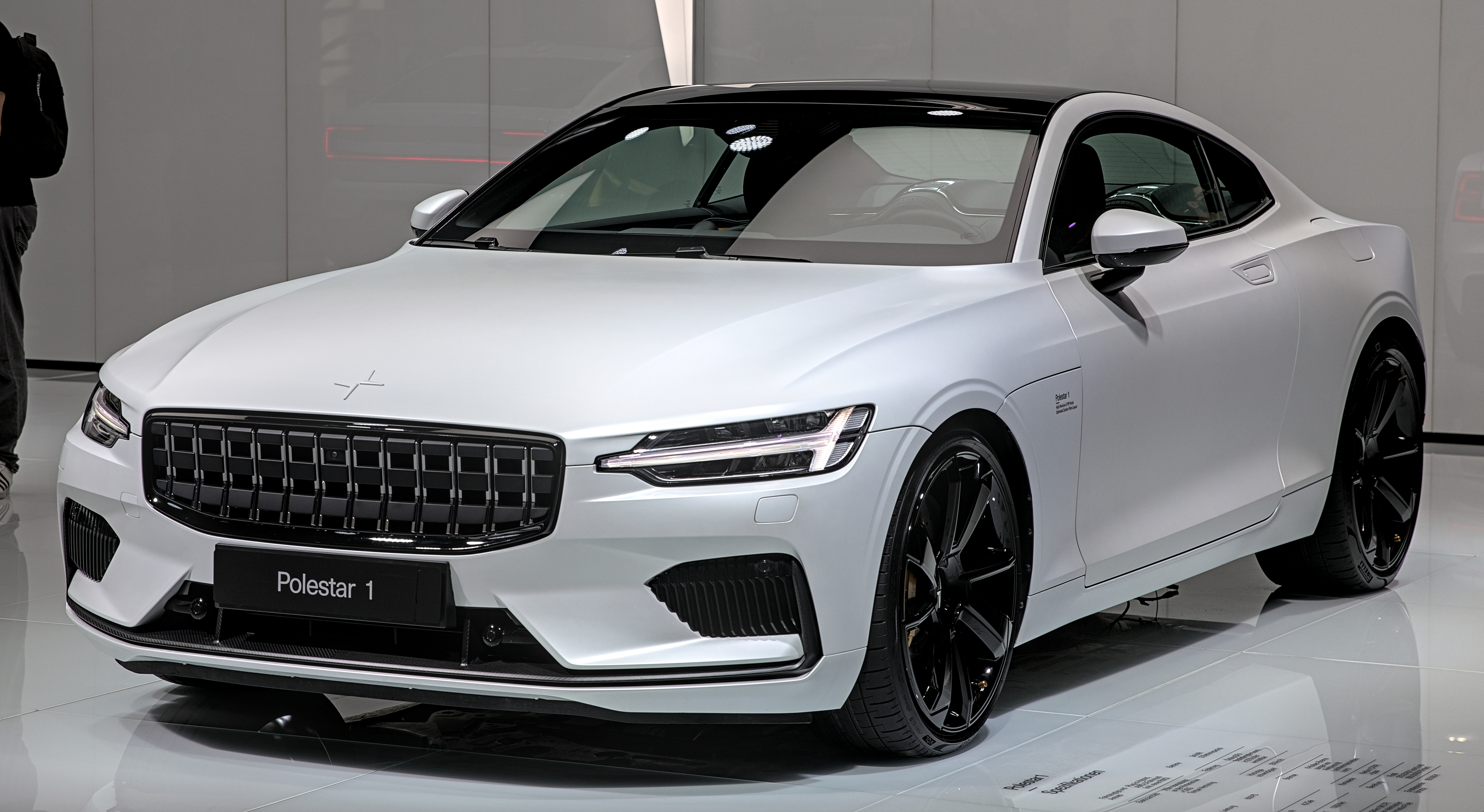
Polestar 1
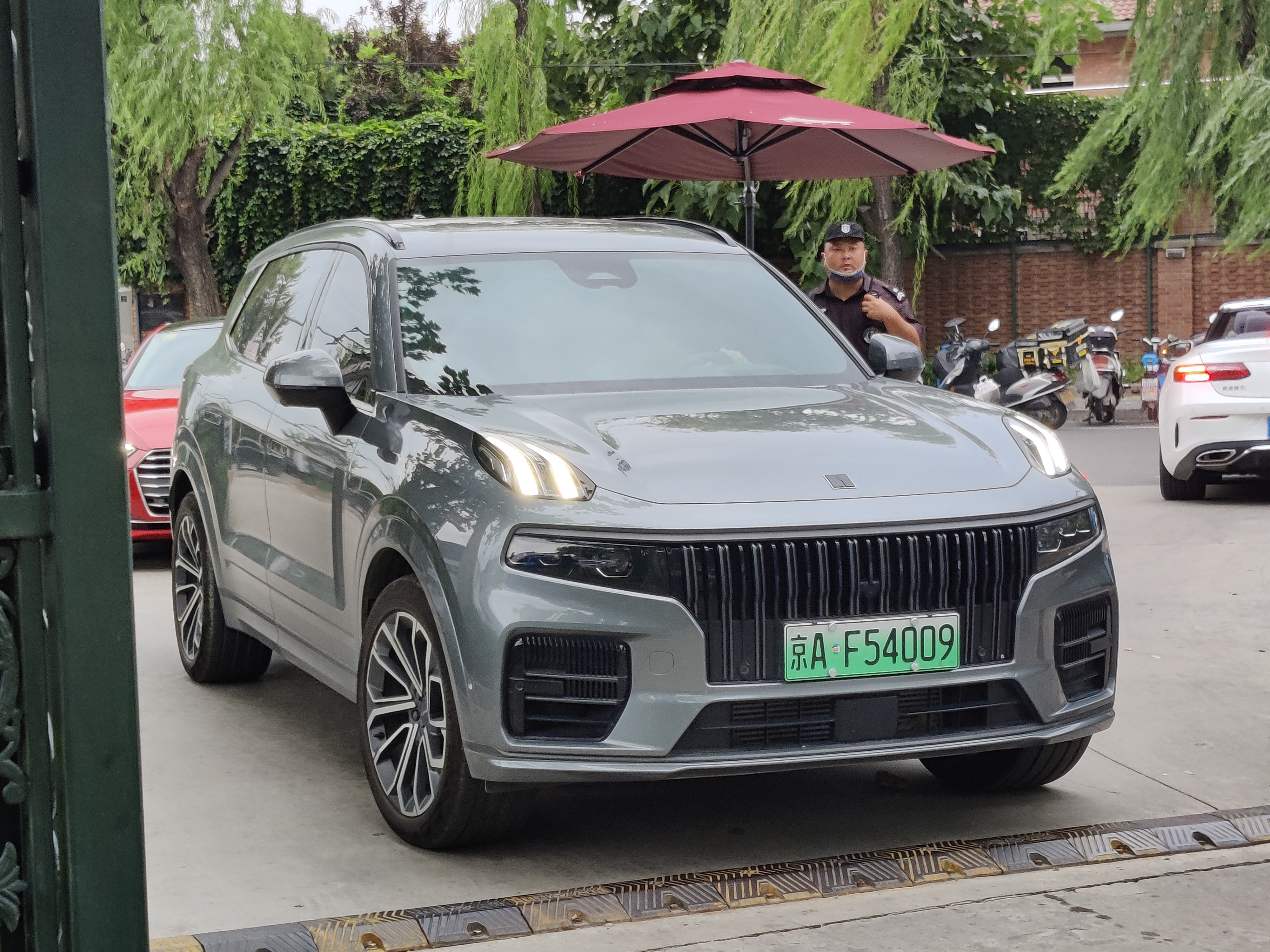
Lynk & Co 09

- SPA2
  - Polestar 3 (2023)
  - Volvo EX90 (2023)